# ウルトラマンコスモス2 THE BLUE PLANET
『ウルトラマンコスモス2 THE BLUE PLANET』（ウルトラマンコスモスツー ザ ブループラネット）は、2002年8月3日に全国松竹系映画館にて公開された円谷プロダクション製作の特撮映画。
2002年9月7日には、子供時代のムサシを主人公にした『ウルトラマンコスモス2 THE BLUE PLANET ムサシ（13才）少年編』も一部の劇場で公開された（後述）。
同時上映は『新世紀ウルトラマン伝説』。
キャッチコピーは「優しさ 強さ 勇気 ここに集結」、「ムサシ 最後の決戦!!」。

## 概要
テレビシリーズ『ウルトラマンコスモス』の2年後を描く作品。コスモス本編には登場しなかったもう一人のウルトラマンであるウルトラマンジャスティスが今回の映画で初登場した。前作で監督補を務めた北浦嗣巳が本作品で映画監督デビューした。
当初はテレビシリーズが2002年6月に4クールで終了し本作品はその後日談として公開される予定であったが、テレビシリーズの延長を受けてテレビシリーズ完結前の公開となった。主演俳優誤認逮捕事件を受けて本作品の公開も危ぶまれたが、予定通りに公開された。
マリアナ政府観光局からの要請によるタイアップでサイパン島での大がかりなロケが敢行された。本作品の撮影は、テレビシリーズの第35話から第40話付近と並行して撮影していたことから、杉浦はその時期のテレビシリーズでは変身やセットのシーンのみでほとんど出演していなかったという。劇中前半の潜水シーンでは、CG合成ではなく実際に演者・撮影クルーがライセンスを取得してスクーバダイビングでサイパンの海に潜っている。アメリカ同時多発テロ事件が発生したために海外での撮影を危ぶむ声も上がったが、本作品のテーマの一つが「破壊に屈しない勇気」であったため予定を変更せずに撮影が行われた。
『ウルトラマンティガ』『ウルトラマンダイナ』『ウルトラマンガイア』『ウルトラマンネオス』で特捜チームの隊長・副隊長・隊員を演じた俳優たちが出演している。本作品は、1966年の『ウルトラQ』以来、円谷特撮に携わってきた高野宏一の遺作となった。
本作品の音楽はテレビシリーズや前作で担当した冬木透ではなく、『ティガ』『ダイナ』で劇伴音楽を担当した矢野立美が担当した。
冒頭のスコーピスの戦いに登場するのは元々コロナモードだったが、撮影段階で本作品初登場のスペースコロナモードに変更された。
松竹映画部部長（当時）の北川淳一は、前作『ウルトラマンコスモス THE FIRST CONTACT』の興行収入が厳しかったため「次はやめようか」との声も上層部からは出ていたが、「このまま終わってしまうのは忍びなくて、何とかやり直したい」と主張し、子供の少ない映画館のチェーン公開の廃止や規模の縮小を行い、映画内容もバトルシーンをメインにして前作の反省を活かしたと振り返っている。

### ウルトラマンコスモス2 THE BLUE PLANET ムサシ（13才）少年編
『ウルトラマンコスモス2 THE BLUE PLANET』の劇場公開を前に発生した主演俳優誤認逮捕事件を受け、代替用として急遽制作された作品。同主演俳優の登場シーンを差し替えるため、劇場版での前作『ウルトラマンコスモス THE FIRST CONTACT』において子供時代のムサシを演じた東海孝之助が主演となっている。
子供時代のムサシの視点で再構成されているが、内容は『ウルトラマンコスモス2 THE BLUE PLANET』のダイジェストともいえる構成である。
結果的にコスモスの放送が再開されたことで『ウルトラマンコスモス2 THE BLUE PLANET』の公開が可能となったことから、今作は一旦行き場を失ったが、同作公開から1か月後、一部都市で公開された。
『ウルトラマンコスモスVSウルトラマンジャスティス THE FINAL BATTLE』の回想シーンでも本バージョンの新撮映像が使用されており、シリーズの正史扱いとなっている。

## ストーリー
カオスヘッダーとの戦いから2年。TEAM EYESを離れ、長年の夢であったアストロノーツとなったムサシは、聖獣パラスタンが護る緑の遊星ジュランへ向かった。
しかし、ジュランに降り立ったムサシが見たのは、何者かによって倒されたパラスタンの無残な姿と、赤い砂に覆われ荒れ果てた死の星と化したジュランの光景だった。そこに怪獣スコーピスと、新しい戦闘モードスペースコロナモードになったウルトラマンコスモスが現れる。ムサシは再会したコスモスに救われ地球へ帰還し、友人のツトムの結婚式のためにサイパンへ向かった。そこでムサシは海底怪獣レイジャとSRCの新生チーム「TEAM SEA」、そしてギャシー星人の「シャウ」、「ジーン」と出会う。
ムサシはTEAM SEAへ入隊し、地球に飛来したスコーピスと交戦。レイジャも加勢するが力及ばず撃退されてしまう。「コスモスがいれば…」と嘆くムサシは、逃げ惑う人々の中にいた少年のコスモスが来てくれると信じる想いを受け、輝石を振り上げ再びコスモスと一体化。スコーピスたちを操り、遊星ジュランやギャシー星を滅ぼした張本人サンドロスに立ち向かうが歯が立たない。
そして、窮地に陥ったコスモスの前にもう一人のウルトラマンが現れ…。

## 登場人物
春野ムサシ / ウルトラマンコスモス
本作品およびテレビシリーズの主人公。22歳。コスモスと分離後にTEAM EYESを退役、SRC宇宙開発センターに移籍し、念願のアストロノーツとなった。
本作品オリジナルの形態としてスペースコロナモードとスケルトンコロナモードが登場する。

### SRC
TEAM EYESについては、ウルトラマンコスモス#TEAM EYESメンバーを参照。
キノザキ副代表
SRCの副代表。48歳で、地球外生命体とも解りあえると信じ、ギャシー星人と協力態勢を築き上げる決断をする。
アカギ審議官
キノザキの片腕で、K2電波シールドで地球を覆う計画「プロジェクト・ブルー」の責任者。地球の平和を心から願う英才な40歳。
『ウルトラマンコスモスVSウルトラマンジャスティス THE FINAL BATTLE』
オオワダ代表を補佐する。

### TEAM SEA
SRCオリジナルセブンの一人、キドが率いる海洋専門の怪獣調査・保護を目的としたセクション。北マリアナ諸島のロタ島地下に本部を設える。南国に対応した半袖の隊員服を着用し、ラウンダーショットもTEAM EYESと同タイプの物を使用する。
ヒュウガ隊員
紅一点。TEAM SEAのメカニック操縦担当。マリンダイバーだけでなく、トロイASも難なく操縦するエースパイロット。
カノウ隊員
海洋生物学の専門家。コンピューター操作も得意とする、物静かな男である。
マカベ隊員
データリング担当。屈強な体格とは裏腹に少々おっちょこちょいで、臆病な一面もある。

### 統合防衛軍
イヌガイ司令官
防衛軍の司令官。悪意はないものの、地球外生命体との協力関係に懐疑的だったため、当初はギャシー星人を追放しようと主張した。
『ウルトラマンコスモスVSウルトラマンジャスティス THE FINAL BATTLE』
本作品同様、強行路線をとる。

ヒジカタ参謀
防衛軍の副司令。38歳。直接実戦指揮を執るが、EYESには協力的で、冷静で物解りがいい人物でもある。
『ウルトラマンコスモスVSウルトラマンジャスティス THE FINAL BATTLE』
ギガエンドラ粉砕の指揮を執る。

## 登場ウルトラマン

### ウルトラマンコスモス

#### スペースコロナモード
本作品および『ウルトラマンコスモスVSウルトラマンジャスティス THE FINAL BATTLE』に登場。コスモスの宇宙空間での活動や戦闘に最適化したコロナモードの宇宙タイプ。スピード技とパワーに優れている超戦闘モード。瞬間移動術や空間停止能力など、「気（ウルトラ念力）」で能力を100パーセント生かす、コスモス本来の超能力が扱いやすいスタイルでもある。体色は青紫と銀。
『ウルトラギャラクシーファイト 大いなる陰謀』で再登場するまで、コスモスのモードで唯一、ムサシと一体化した状態では変身していないモードでもある。
- デザインは杉浦千里が担当した[11]。
- 『ウルトラマンオーブ THE ORIGIN SAGA』にも脚本段階では登場予定だったが、諸事情により没となっている[12]。

能力・技
オーバーループ光線
スペースコロナモードの必殺技。両手に宇宙エネルギーを漲らせ、敵目掛けて一気に撃ち出す。スコーピスを倒した。
スペースコロナ・ストラック
敵に叩きつけるように放つ衝撃光線。グローカーボーンの光弾を相殺した。
スペースコロナ・レセプト
手の先で敵の攻撃を弾く。グローカーボーンの光弾を弾いた。
スペースコロナ・キック
多彩なキック技の総称。
サクセッションキック
連続で放つストレートキック。遊星ジュランでの戦いで使い、スコーピスを追い込む。
テンダーキック
宙高くジャンプした後、急降下しながら超スピードで放つ破壊力抜群のキック。一撃でグローカーボーンを破壊したほか、スコーピスの右肩にあるカギ爪をへし折った。
スペースコロナ・パンチ
ストレートやアッパーカットなど、多彩なパンチを繰り出す。
フレイムパンチ
渾身の力を込めて、前傾姿勢で両拳を敵の胸に打ち込むダブルパンチ。遊星ジュランでスコーピスに放った。
タップチョップ
相手の体を叩き切る威力を持った手刀攻撃。堅固な皮膚を持つスコーピスの尻尾を切断した。他にも多彩なチョップを持つ。
バリア
エクリプスモードへと変身する直前に、春野ムサシと合体した際に使用した巨大な半円のバリア。グローカーボーンが放った光弾を防ぐ。
スペースコロナ・カレント（本編未使用）
指先から水流・気流・電流・熱流と自在に使い分けて噴射する。

#### スケルトンコロナモード
別名ファントムコスモス。
スコーピスがサイパンに襲来した際にムサシが白日夢で見たコスモスの幻影で、実在のモードではない。スケルトンパンチとスケルトンスピンキックでスコーピスを蹴り飛ばし、ブレージングウェーブを放つ体勢に入ったところでムサシが我に返り、幻もかき消えた。

### ウルトラマンジャスティス
メインカラーが赤、セブンタイプのデザイン、パワータイプの戦士であり、メインカラーが青、初代ウルトラマンタイプのデザイン、スピードタイプの戦士であるコスモスと正反対の姿を持つウルトラマン。母星を脱出したギャシー星人のスペースソーサー機をスコーピスから救い出し、その後地球に飛来し、サンドロスに苦戦するウルトラマンコスモスに加勢した。
- デザインは杉浦千里が担当した[23]。
- 脚本家の川上英幸とプロデューサーの渋谷浩康によってオリジナルビデオでの展開が企画されていたが実現には至らなかった[24]。書物によっては「元々は『ウルトラマンコスモス』の後番組用として考えられたキャラクターであり、映画での登場は先見せの意図があった[4]」と記載されているが、川上はブログでこれを否定している[24]。
- 2012年公開の映画『ウルトラマンサーガ』の初期プロットではコスモスとともにジュリ/ジャスティスやレジェンドの登場が予定されていた[25]。

#### スタンダードモード
ウルトラマンジャスティスの基本形態。ルナモードを上回る能力を持ち、パワフルかつスピーディーな戦闘を得意とし、どんな敵も圧倒的な強さで次々と倒す。
能力・技
ビクトリューム光線
両手を前に突き出して放つ、一撃必殺の衝撃光線。コスモスのコズミューム光線との同時発射でサンドロスを倒した。
ライトエフェクター
両手を前に突き出して放つ、相手を一瞬にして蒸発させる光のエネルギー波動。宇宙でスコーピスを2体倒し、追われていたギャシー星人のスペースソーサー機を助けた。
ダージリングアロー
敵の急所を狙って放つ光の矢。サンドロスを攻撃してコスモスを助けた。
ジャスティススマッシュ
右拳から放つ、敵の虚を突く攻撃光弾。コスモスとの戦いで使用。
ジャスティスリムーバー
左手から放つ、敵のバリアを無力化したり、呪縛からターゲットを解き放つ特殊光線。コスモスのサスペンドショットで停止させられたグローカーポーンを再起動させた。
ジャスティスアビリティ
相手に自分のエネルギーを分け与える。コスモスを回復させた。
ジャスティスパンチ
凄まじい破壊力を秘めたゴッドパンチをはじめとする、多彩なパンチ技。
ジャスティスチョップ
超必殺のリーディムチョップをはじめとする、多彩なチョップ技。
ジャスティスキック
超必殺のセントラルキックをはじめとする、多彩なキック技。
ジャスティスホイッパー
敵の体や腕をつかんで持ち上げ、合気道のように地面に投げ落とす技。
コンビネイト・アタック
コスモス・エクリプスモードとの連携技。コスモスがジャスティスの両手を掴んで振り回し、敵目掛けて投げつける。投げられたジャスティスはそのまま回転しながら敵の周囲を飛び回って連続で体当たりする。サンドロスにダメージを与えた。
ジャスティスプロテクト（本編未使用）
体内から発するエネルギーで壁を作り、敵の攻撃を防ぐ。
ジャスティスフィックス（本編未使用）
重力のある空間でも空中停止できる能力。
ジャスティスシースルー（本編未使用）
障害物の向こう側を透視する。
ジャスティスヒアリング（本編未使用）
遠くの小さな音でも聞き分けられる。
ジャスティスムーブ（本編未使用）
気（ウルトラ念力）を駆使した瞬間移動。
ジャスティスリービング（本編未使用）
飛行能力を持った敵などを空中停止・固定させる光線。
ジャスティスマニフェスト（本編未使用）
透明な敵や、幻影を見せる敵を実体化させる光線。
ジャスティスキネシス（本編未使用）
気（ウルトラ念力）を駆使して、物体を空中移動させる。
ジャスティスカッター（本編未使用）
狙った相手は必ずしとめる、正確無比の光の刃。
ジャスティス・スウィング（本編未使用）
敵の尻尾や足をつかんで振り回し投げ飛ばす技。
ジャスティス・ヘッドバット（本編未使用）
頭部から繰り出す頭突き。
ジャスティスバリア
ゲーム作品『ウルトラマン Fighting Evolution3』で使用した技。ジャスティスプロテクトとは別の技。

#### 本作品以降に登場する形態
- クラッシャーモード
- ウルトラマンレジェンド

#### 他シリーズへの客演
『ウルトラギャラクシーファイト 大いなる陰謀』
Chapter.1『動き出す陰謀 -The Beginning-』に登場。『THE FINAL BATTLE』以来17年ぶりの映像作品への登場となる。声は潘めぐみ。
コスモスと異常なエネルギー反応を追跡していたところでルーゴサイトを発見し、デラシオンの意志に基づいてウルトラマン80たちに協力する。ルーゴサイト討伐直後にアブソリュートタルタロスが襲ってきた際はコスモスとともにレジェンドへと合体し、これを退ける。

## 登場メカニック・アイテム・その他用語
テックスピナーKS-1
宇宙開発センター所属のテックスピナー1号の改造機で、通称「プラネット1」。宇宙仕様後部パーツSS-PSを換装している。高出力のテクノプラズマSIIエンジンを搭載しているため、巨大なブースターは装備されていないが、単独で大気圏離脱が可能な宇宙用超高速機動タイプ。テクノプラズマキネティックシステムを発動できるため、テックブースター以上の高速性能を発揮し、非常時を考慮して一応エクセスビーム・ブライトレーザーZなどを装備している。劇中には登場しないが、テックスピナーKS-2も玩具では存在する。

トロイAS
別名「エアマザー・スペリオル」。キドが製作したトロイAの改良機のベース部分。トロイAよりも速度が向上し、解明や分析機器が充実している。かつてSRCで使用されていたものと異なり、パープルのカラーリングとなっている。武装は冷却ミサイルとレーザー砲である。トロイBSと共同戦線をはる。

トロイBS
別名「ベイビーコア・スペリオル」。同じくトロイBの改良機。運動性能が以前のものより高くなり、レーザー砲で武装している。ASと編隊を組み、その小回りの良さからバックアップを主に担当する。トロイASとの合体機能はない。

マリンダイバー
シーダイバーの改良機で、カラーリングが異なる。より広範囲での水中活動を可能にした特殊潜航艇で、マニピュレーターの繊細さや、2万5千mまでに上がった最大潜航深度などの任務特性に合わせたチューンナップが施されている。
K2電波シールドメインパラボラ
地球を覆うシールドの発生装置で、新北九州空港建設地の全長2.5kmの人工島に設置された。ギャシー星人・ジーンの協力で見事起動する。

## 登場怪獣・宇宙人
- チャイルドバルタン シルビィ

### ネイチュア宇宙人 ギャシー星人
スコーピスによって母星のギャシー星を死の星に変えられ、サイパン近海に移住していた異星人。ジーンをリーダーに、ブルーエリアと呼ばれる海底世界で母星を甦らせるため「命の源」を生み出す生命再生の研究をしていた。物体を指先から放つ光でテレポートさせるほか、水中では人魚形態に変身する。後にジュラン復興のため、ムサシに「命の源」を分け与える。
- 次作『ウルトラマンコスモスVSウルトラマンジャスティス THE FINAL BATTLE』にも登場。ヒウラたちと共に、ムサシとコスモスを蘇らせるために尽力する。

ジーン
ギャシー星人のリーダー。当初はサンドロスに母星を滅ぼされた悲しみから自身の感情を封印しており、マリ以外の人間（特にシャウと関わろうとするムサシ）を嫌悪していた。しかし、ムサシの「人間を信じてみないか」という言葉に心を動かされ、人間に力を貸す決意をする。
シャウ
ギャシー星人の少女。当初は感情が乏しかったが、ムサシとの関わりを通じて人間の感情を理解していき、最後はムサシの前で笑顔を見せた。

### 海底怪獣 レイジャ
レイジャJ / レイジャS
サイパン島近海に棲息する怪獣。「K2電波」という特殊な電波でコミュニケーションを取る習性がある。普段はエイのような姿だが、額のコミュニティ・デバイスにギャシー星人が合体することで二足歩行型の戦闘フォームになる。ジーンと合体した額の青いものはレイジャJ、シャウと合体した額の赤いものはレイジャSと呼ばれる。空中での高い機動力と口から吐く波動弾オーシャライザーでスコーピス相手に善戦するが、数の力には敵わなかった。

### 怪獣兵器 スコーピス
サンドロスによって量産された惑星破壊用の生物兵器。不気味な甲虫のような姿をしており、性格は至って凶暴で残酷。宇宙を長距離移動したり空中戦闘を行う時は、足を収納して羽を広げた高速飛行形態に変形する。主な武器は森林を砂漠化する口からの有毒ガスを含む腐食光線ポイゾニクトと頭部からの光弾フラジレッドボム、鋭い鉤爪と毒針を有するハサミとなっている長い尻尾・スコーピステール。戦闘力は1体ではムサシと一体化していないコスモスにも軽くあしらわれる程度で、一体化してエクリプスモードになったコスモスには全く敵わなかった。
劇中では惑星ジュランのパラスタンを倒し、ジュランを死の星に変えてしまった。一体目がジュランにてスペースコロナモードのコスモスと戦い、オーバーループ光線に倒れる。二体目はK2電波を探知して地球に飛来し、サイパンでTEAM SEAやレイジャSと交戦後、サンドロスに地球にギャシー星人が逃げ延びていることを知らせるために逃走した。
後に大群が地球に来襲し、最初は地球人とギャシー星人が共同で作ったK2電波シールドに侵入を阻まれるも、特攻でバリアを破り生き残った何体かが地球で破壊活動を行い、北九州メディアドーム、小倉城や小倉駅など北九州市に壊滅的な被害を与えた。コスモス・エクリプスモードによって多数が倒され、生き残りの2匹が逃走するが、地球に飛来したサンドロスによって粛清され、全滅した。

### 異形生命体 サンドロス
スコーピスを操り、ギャシー星をはじめ多くの惑星を闇に変えて死滅させた邪悪な生命体。破滅魔超獣、闇の超能力者の別名を持つ。柱のような身体に花のような腕、長い顔に4つに割ける口という異形の姿を持つ。手からコスモスをも吹き飛ばし拘束する強烈念動波ハード・キネシス、口から強力な火炎弾ギガレントラッシュを撃ち、三本の角から暗黒ガスを噴き出して周囲を闇に染め、両腕を鋭利な剣の闇黒剣ブラックローベルに変えて戦う。強い者が弱い者全てを滅ぼし、支配する権利があると語るが、かつては地球人とよく似た思考の生命体だったらしい。普段は黒いガス状のエネルギー体で姿を隠している。
圧倒的な力でコスモスを追い詰めるも、ウルトラマンジャスティスが加勢に入り、最後は攻撃の瞬間を見破られてコズミューム光線とビクトリューム光線の同時撃ちに敗れ去った。
次作『ウルトラマンコスモスVSウルトラマンジャスティス THE FINAL BATTLE』では、かつてデラシオンから将来において宇宙の害悪になると予見してリセットされかけられ、ジャスティスによって猶予を与えられて見逃されていたが、結局サンドロスが多くの惑星を滅ぼした宇宙の秩序を乱す存在となってしまったという過去が語られており、そのことがジャスティスに自責の念を抱かせ、同作で地球人類に対して厳しい姿勢に出た原因とされている。

## キャスト
- 春野ムサシ - 杉浦太陽
- シャウ - 斉藤麻衣
- 川瀬マリ - 西村美保
- ジーン - 松尾政寿
- キド隊長 - 風見しんご
- ヒュウガ隊員 - 斉藤りさ
- カノウ隊員 - 加瀬尊朗
- マカベ隊員 - 中村浩二
- ツトム - 林泰文
- ショージ - 新田亮
- ミツル - 松原剛志
- リタ - ロウィーナ・オゴ
- 北九州の少年 - くぼかんじ
- 女性レポーター - 杉本彩
- ブルーエリアの少年・少女たち - 夏川さな恵、三浦斗夢、野田吉行、富山拓、大類ゆき、田上尚樹、山本淳也、高田雄介
- ヒウラ隊長 - 嶋大輔
- ミズキ副隊長 - 坂上香織
- フブキ隊員 - 市瀬秀和
- ドイガキ隊員 - 須藤公一
- アヤノ隊員 - 鈴木繭菓
- キノザキ副代表 - 木之元亮
- イヌガイ司令官 - 嶋田久作
- ヒジカタ副司令 - 大滝明利
- アカギ審議官 - 高樹澪
- 春野勇次郎 - 赤井英和（特別出演）

- 少年編のみの出演者
  - 春野ムサシ（13歳） - 東海孝之助
  - 川瀬マリ（13歳） - 宇野あゆみ
  - 春野みち子 - 高橋ひとみ

### 声の出演
- ウルトラマンコスモス - 稲田徹
- ウルトラマンジャスティス - 龍谷修武
- チャイルドバルタン - 最上莉奈
- 異形生命体サンドロス - 郷里大輔
- 女性オペレーター - 小山裕香
- ナレーション - 石坂浩二、小林清志（特報）

### スーツアクター
- ウルトラマンコスモス・ルナモード、エクリプスモード、スペースコロナモード - 長谷川恵司[3]
- ウルトラマンジャスティス、ウルトラマンコスモス・スケルトンコロナモード - 荻野英範[3]
- 怪獣兵器スコーピス - 山本諭[3]、岩崎晋弥[3]
- 異形生命体サンドロス - 田辺信彦[3]
- 海底怪獣レイジャ - 斉藤陽佐[3]

## スタッフ
- 製作総指揮 - 円谷一夫
- 製作 - 迫本淳一、東聡、角田良平、児玉守弘、門川博美、天野彊二郎、河井常吉、濱田純一
- 企画 - 満田かずほ、宮島秀司、竹内淳、川城和実、谷徳彦、梅本史郎、高田洋一、塩谷雅彦、竹田正信
- 監修 - 高野宏一
- チーフプロデューサー - 鈴木清
- プロデューサー - 吉田剛、佐藤明宏、河野聡、間瀬泰宏、丸谷嘉彦、水尾芳正、鵜沢道彦、小松崎孝一
- 音楽プロデューサー - 玉川静
- 音楽 - 矢野立美
- 脚本 - 長谷川圭一、川上英幸
- 撮影 - 大岡新一
- 美術 - 大澤哲三
- 照明 - 高野和男
- 録音 - 浦田和治
- 操演 - 根岸泉
- 助監督 - 佐野智樹
- 殺陣 - 車邦秀
- 編集 - 松木朗
- スクリプター - 山内薫
- 製作担当 - 石矢博
- 製作協力プロデューサー - 渋谷浩康、小山信行
- 企画協力 - 江藤直行、小林敬宜
- 背景 - 島倉二千六
- 水中撮影監督 - 市野龍一
- CGIプロデュース&スーパーバイズ - 渡部健司
- ビジュアルエフェクトコーディネーター - 杉澤康一
- 音響 - 伊藤克巳
- 効果 - 今野康之
- キャラクターデザイン - 杉浦千里、酉澤安施
- イメージボード - 橋爪謙始
- タイトル - 熊谷幸雄
- タイトルロゴ・デザイン - 中田和幸
- キャスティング - 安藤実
- アシスタントプロデューサー - 山田季朗
- ロケ協力 - サイパン島 ロタ島、マリアナ政府観光局、北九州市、北九州フィルムコミッション
- 映画ウルトラマンコスモス2製作委員会（円谷プロダクション、バンダイ、バンダイビジュアル、TBS、毎日放送、講談社、小学館、セイカ、松竹）
- 監督・特技監督 - 北浦嗣巳

## 主題歌
- 「ウルトラマンコスモス〜君にできるなにか」

作詞:松井五郎 / 作曲:鈴木キサブロー / 編曲：京田誠一 / 歌：Project DMM

## 映像ソフト化
2003年4月25日にDVDが発売された。

## テレビ放送
2003年7月21日9：55〜11：25、MBSにて放送。
その後、2014年9月23日から同年10月14日にかけて『新ウルトラマン列伝』にて全4回に分割されて放送が行われた。